# 呉学謙
呉学謙（ご がくけん、簡体字：吴学谦、繁体字：吳學謙、英語：Wu Xueqian、ウー・シュエチェン、1921年12月19日 – 2008年4月4日）は、中華人民共和国の政治家、外交官。国務院副総理、外交部長などを務めた。中華人民共和国の成立以前は、上海で喬石・銭其琛・薛駒（中央党校副校長）・銭李仁・朱良（共に中央連絡部部長）・徐維誠（中央宣伝部副部長）らと学生運動を指導していた。

## 経歴
曁南大学外文学部を中退し、その後は1939年に中国共産党に入党する。1949年から新民主主義青年団（現在の中国共産主義青年団）中央国際連絡部副部長、部長を経て、1958年に党中央対外連絡部局長となる。文化大革命で失脚して外交部五七幹部学校に下放されたが、1974年に同職で復活した。1978年に外交部副部長、1982年4月に外交部第一副部長に任じられる。同年8月に日本の歴史教科書の「侵略／進出」という記述をめぐる歴史教科書問題に関連して、日本の鹿取泰衛駐中国大使と会見して歴史教科書の「歪曲」を見直すよう日本政府に要求した。同年11月に外交部長に就任する。1983年6月に国務委員を兼任し、1988年に外交部長を辞任して外交担当の副総理に昇格した。1990年11月に中国政府代表として明仁の即位の礼に出席した。1993年に全国政治協商会議（全国政協）副主席、国際交流協会会長となり、1998年3月に政協副主席を退任・引退した。
党内では第12期と第13期党中央委員を務めた。12期五中全会で政治局委員に昇格し、第13期でも中央政治局委員だった。
2008年4月4日に病気のため北京にて死去した。86歳であった。